# 牛深警察署
牛深警察署（うしぶかけいさつしょ）は、熊本県警察所管の警察署である。

## 所管区域
- 天草市（牛深町・久玉町・魚貫町・二浦町・深海町・河浦町・天草町大江向）

## 所在地
- 熊本県天草市久玉町5705番地4
- 国道266号沿い
- 最寄バス停 産交バス「老人センター前」バス停

## 沿革
合併により天草市が誕生。それにより、管轄区域が牛深市、天草郡河浦町から天草市のうち牛深町、魚貫町、久玉町、二浦町、深海町、河浦町、天草町大江向になる。天草町大江向を本渡警察署より編入。

## 駐在所
| 名称           | 読み         | 所在地                         |
| -------------- | ------------ | ------------------------------ |
| 宮野河内駐在所 | みやのかわち | 天草市河浦町宮野河内2018番地17 |
| 深海駐在所     | ふかみ       | 天草市深海町1836番地4          |
| 久玉駐在所     | くたま       | 天草市久玉町1384番地25         |
| 魚貫駐在所     | おにき       | 天草市魚貫町5536番地15         |
| 崎津駐在所     | さきつ       | 天草市河浦町崎津1117番地19     |
| 河浦駐在所     | かわうら     | 天草市河浦町河浦4960番地8      |